# توم إيويل
توم إيويل (بالإنجليزية: Tom Ewell)‏ مواليد 29 أبريل 1909 في أوينسبورو، الولايات المتحدة - الوفاة 12 سبتمبر 1994 في لوس أنجلوس، كاليفورنيا، الولايات المتحدة، هو ممثل أمريكي بدأ مسيرته الفنية سنة 1928. هو من الحائزين على جائزة غولدن غلوب. فاز بجائزة توني. امتدت مسيرته الفنية لأكثر من 58 عاما. من أعماله في انتظار غودو.

## روابط خارجية
- توم إيويل على موقع IMDb (الإنجليزية)
- توم إيويل على موقع الموسوعة البريطانية (الإنجليزية)
- توم إيويل على موقع ألو سيني (الفرنسية)
- توم إيويل على موقع ميوزك برينز (الإنجليزية)
- توم إيويل على موقع تيرنر كلاسيك موفيز (الإنجليزية)
- توم إيويل على موقع أول موفي (الإنجليزية)
- توم إيويل على موقع قاعدة بيانات برودواي على الإنترنت (الإنجليزية)
- توم إيويل على موقع قاعدة بيانات برودواي على الإنترنت (الإنجليزية)
- توم إيويل على موقع قاعدة بيانات الأفلام السويدية (السويدية)
- توم إيويل على موقع إن إن دي بي (الإنجليزية)